# Résolution 49 du Conseil de sécurité des Nations unies
Membres permanents
- Chine
- États-Unis
- France
- Royaume-Uni
- URSS

Membres non permanents
- Argentine
- Belgique
- Canada
- Colombie
- Syrie
- RSS d'Ukraine

Résolution no 48 Résolution no 50
La résolution 49 du Conseil de sécurité des Nations unies  est une résolution du Conseil de sécurité des Nations unies adoptée le 22 mai 1948.
Considérant que les résolutions antérieures du Conseil de sécurité en ce qui concerne la Palestine n'ont pas été respectées et que les opérations militaires y avaient encore lieu, la résolution appelle tous les gouvernements et autorités à s'abstenir de toute nouvelle action militaire hostile en Palestine et à donner à cette fin un ordre de cessez-le-feu à leurs forces militaires et paramilitaires dans un délai de quarante huit heures à compter du 24 mai 1948 heure de New York. La résolution a également ordonné à la Commission de trêve pour la Palestine mis en place dans la résolution 48 du Conseil de sécurité des Nations unies de faire un rapport au Conseil sur le respect de la préoccupation des parties à la résolution.
La résolution a été adoptée par huit voix contre zéro, avec trois abstentions venant de la république socialiste soviétique d'Ukraine et de l'Union soviétique et la Syrie. 

## Texte
- Résolution 49 sur fr.wikisource.org
- Résolution 49 sur en.wikisource.org